# Les Deux Détectives
Pour plus de détails, voir Fiche technique et Distribution.
Les Deux Détectives (Do Detectives Think?) est un  film muet américain réalisé par Fred Guiol, sorti en 1927.

## Synopsis
Le juge Foozle condamne une brute épaisse surnommée « l'Égorgeur » à la prison malgré les menaces de mort de ce dernier en pleine salle d'audience. Quelque temps plus tard, apprenant par le journal que le condamné s'est évadé, il demande la protection d'une agence de détectives.
Ferdinand Finkleberry (Stan Laurel) et Sherlock Pinkham (Oliver Hardy), les deux meilleurs/pires détectives que le monde ait connu, sont chargés de cette tâche délicate. Ils se rendent au domicile du juge où "l'Égorgeur" a pris la place du nouveau majordome que Mrs Foozle venait d'engager...

## Fiche technique
- Titre original : Do Detectives Think?
- Titre français : Les Deux Détectives
- Réalisation : Fred Guiol
- Scénario : Hal Roach (histoire) et H. M. Walker (intertitres)
- Société de production : Hal Roach Studios
- Société de distribution : Pathé Exchange
- Pays de production :  États-Unis
- Langue : intertitres en anglais
- Format : Noir et blanc - 35 mm - 1,37:1  -  Muet
- Genre : Comédie policière
- Longueur : deux bobines
- Date de sortie : 
  - États-Unis : 20 novembre 1927

## Distribution
Source principale de la distribution :
- Stan Laurel : Ferdinand Finkleberry
- Oliver Hardy : Sherlock Pinkham
- James Finlayson : le juge Foozle
- Viola Richard : Mrs. Foozle
- Noah Young : « l'Égorgeur »
- Frank Brownlee : le patron de l'agence de détectives

Reste de la distribution non créditée :
- Charles A. Bachman : l'officier de police
- Wilson Benge : le vrai majordome
- Will Stanton : le complice de « l'Égorgeur »
- Charley Young : le premier juré